# Suimanga bru
El suimanga bru (Anthreptes gabonicus) és un ocell de la família dels nectarínids (Nectariniidae).

## Hàbitat i distribució
Habita manglars i corrents fluvials de l'àrea costanera del Senegal, Gàmbia, Guinea, Sierra Leone, Burkina Faso, Libèria, Costa d'Ivori, Ghana, Nigèria, Camerun, Guinea Equatorial, el Gabon, República del Congo, Cabinda i nord-oest de la República Democràtica del Congo.